# Pawlo Schwarz
Pawlo Mykolajowytsch Schwarz (ukrainisch Павло Миколайович Шварц, wiss. Transliteration Pavlo Mykolajovyč Švarc; * 25. Juli 1982, Luzk, Ukrainische SSR, UdSSR) ist ein ukrainischer lutherischer Pfarrer, ab 2018 bischöflicher Visitator und seit 2019 Bischof der Deutschen Evangelisch-Lutherischen Kirche der Ukraine (DELKU).

## Leben
2011 absolvierte er sein Theologiestudium an der Christlichen Theologischen Akademie in Warschau. Nach dem Studium machte er sein Kirchenpraktikum in der Evangelisch-Augsburgischen Kirche in Polen. 2012 wurde er ordiniert. Seitdem wirkt er als Pfarrer der Deutschen Evangelisch-Lutherischen Auferstehungsgemeinde in Charkiw. Seit 2017 ist er Leiter des Wohltätigkeitsfonds „Diakonie-Ukraine“. Als Ergebnis der Krise in der Deutschen Evangelisch-Lutherischen Kirche der Ukraine und der Entlassung des damaligen Bischofs Serge Maschewski wurde er von der Synode der DELKU am 9. Oktober 2018 zum Bischöflichen Visitator ernannt. Die DELKU-Synode 2019 vom 25. bis 26. Oktober wählte Schwarz für die Amtszeit von fünf Jahren zum Bischof. In sein Amt eingeführt wurde er am 30. November 2019.